# Kloster Marienschloss

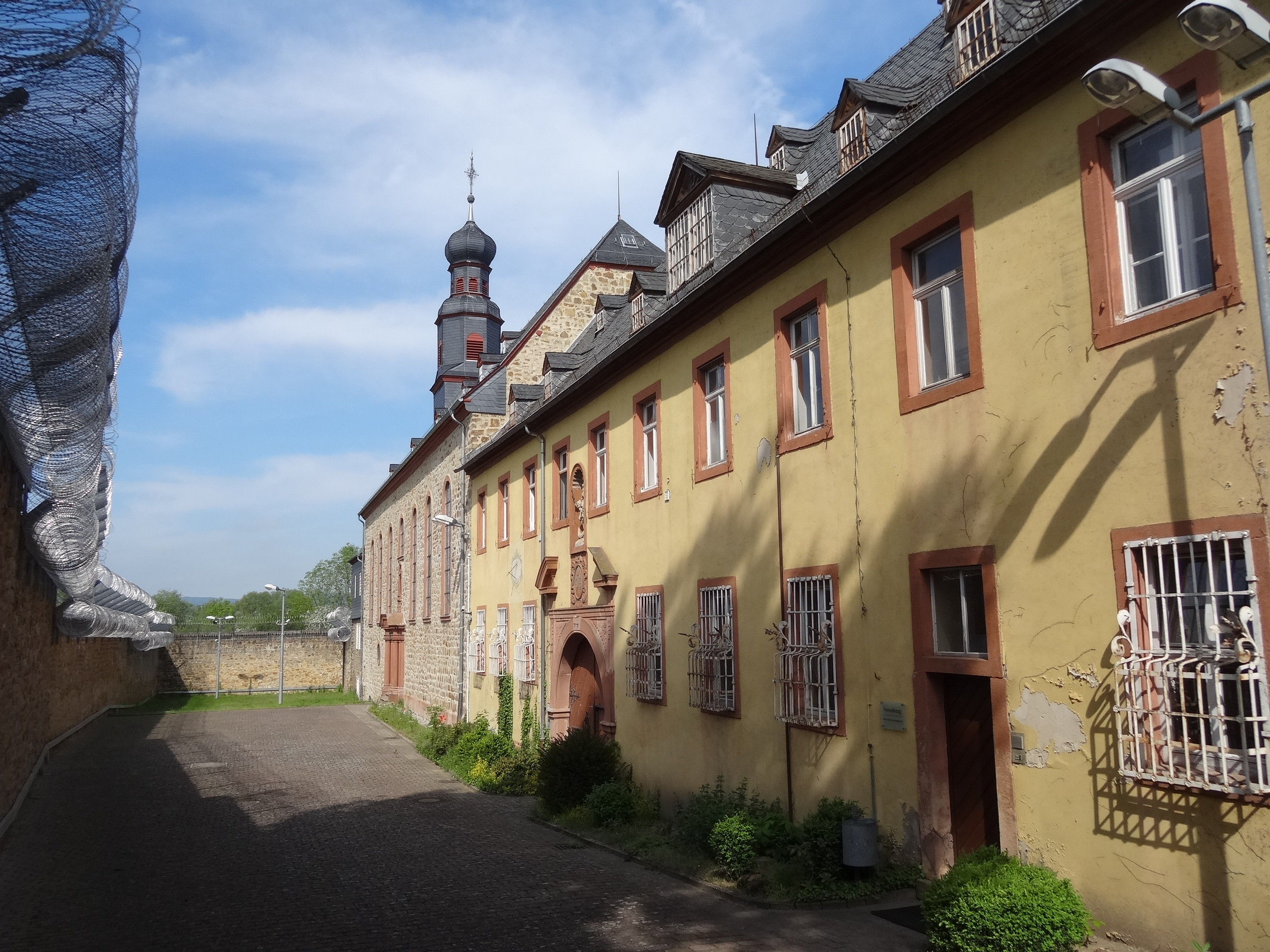
Äbtissinnenbau von Südosten, dahinter Marienkirche, links Stacheldraht der JVA

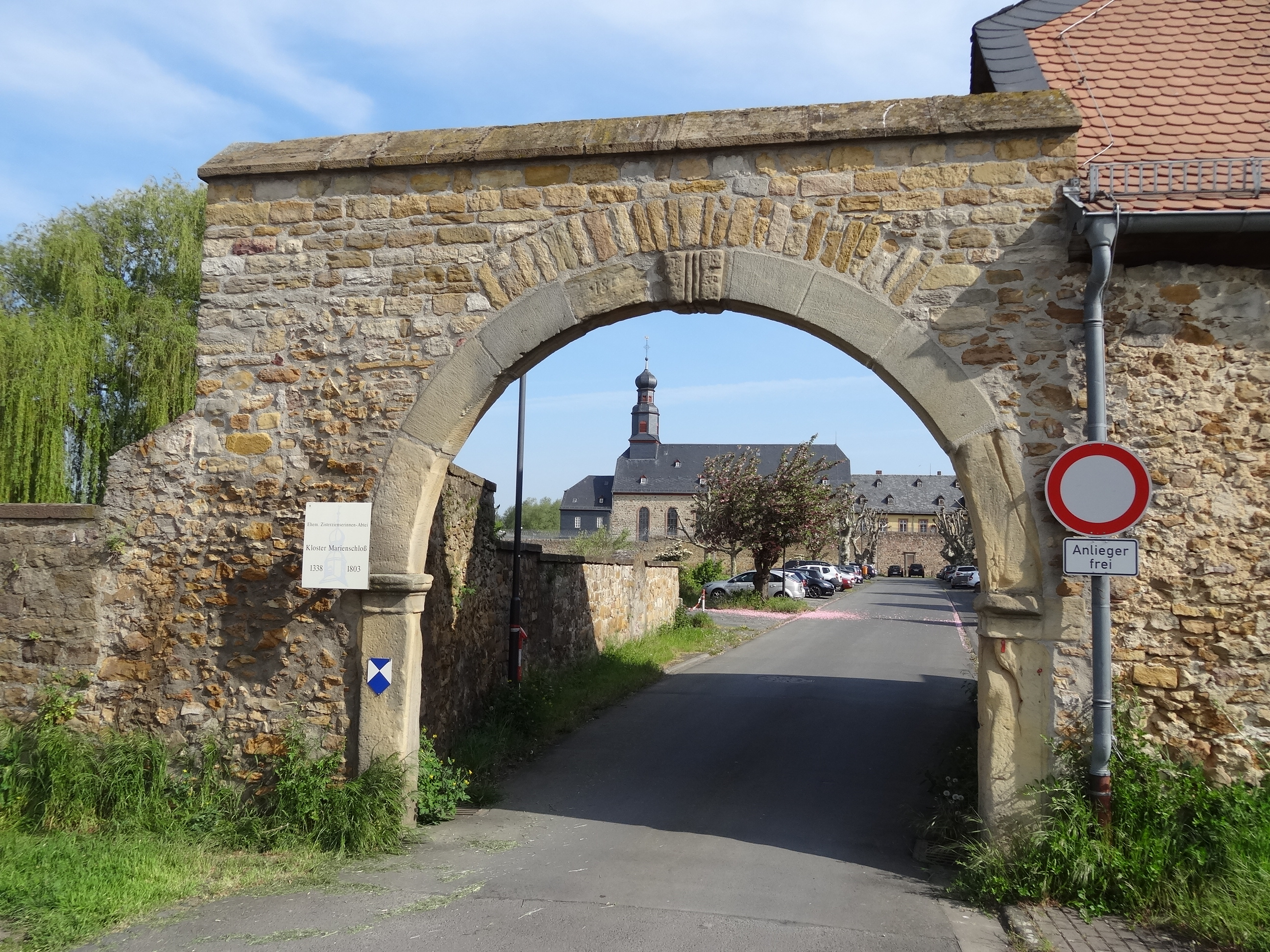
Äußeres Tor der Klosteranlage

Kloster Marienschloss ist die ehemalige Klosteranlage der Zisterzienserinnen in Rockenberg in der Wetterau in Hessen.
Das hessische Kulturdenkmal wird heute als Justizvollzugsanstalt Rockenberg genutzt.

## Geschichte

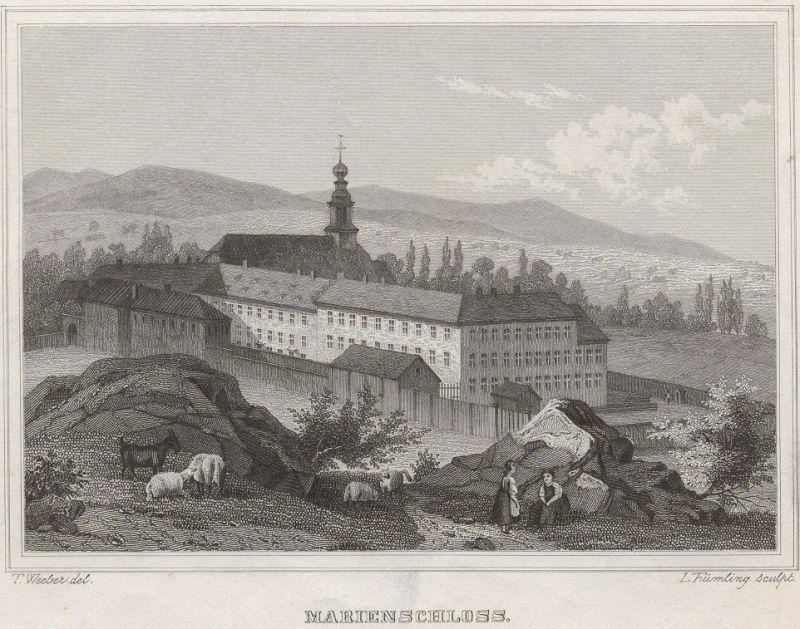
Marienschloss, Stahlstich von 1860

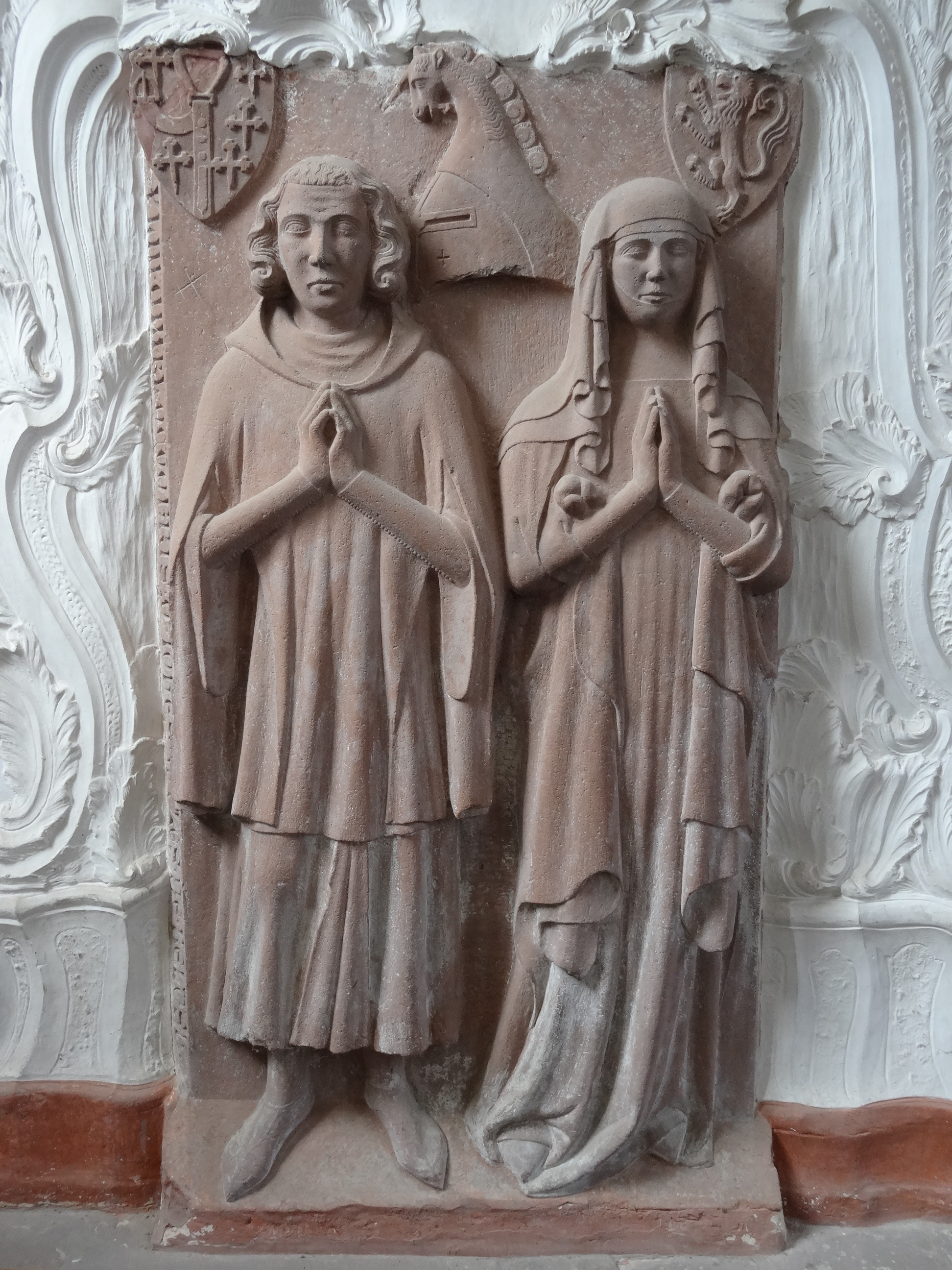
Gotisches Epitaph des Stifterpaares (14. Jh.)

Vermutlich war die Vorgängerinstitution eine Klause, die sich der Krankenpflege widmete. Am 30. April 1338 stifteten Ritter Johann von Bellersheim, genannt von Rockenberg, und seiner Frau Gertrud, genannt Gezele von Düdelsheim, das letzte Zisterzienser-Nonnenkloster in Hessen. Am 1. November 1339 erfolgte die Weihe der Klosterkirche mit dem Patrozinium der hl. Maria und des hl. Johannes des Täufers. Durch Papst Innozenz VI. wurde Marienschloss 1342 dem Zisterzienserorden einverleibt und Kloster Arnsburg unterstellt. Im weiteren Verlauf des 14. und 15. Jahrhunderts wurde das Kloster mit Stiftungsgütern ausgestattet. Unter der Äbtissin Lucia von Weisen verfiel die Klosterzucht, sodass der Mainzer Erzbischof Adolf II. im Jahr 1466 fast den gesamten Konvent samt Äbtissin neu besetzte. Die Reformation wurde 1535 in Rockenberg eingeführt. Die Klosternonnen blieben jedoch katholisch. Als Patronin präsentierte die Äbtissin seitdem in der Rockenberger Pfarrkirche tolerante evangelische Pfarrer. Seit dem Reichstage zu Speyer im Jahr 1544 wurde das Kloster Kaiser Karl V. unterstellt und kam 1581 an Kurmainz.
Im Zuge der Gegenreformation wurden in den Jahren 1602 und 1603 Oppershofen und Rockenberg rekatholisiert. Noch vor Beginn des Dreißigjährigen Kriegs folgten von 1606 bis 1619 zahlreiche Baumaßnahmen. Aber schon bald litt das Kloster stark unter mehrfacher Plünderung und unter der kriegsbedingten teilweisen Zerstörung von Klostergebäuden. Nach dem Krieg wurden die Gebäude zunächst repariert. Bei einer Visitation im Jahr 1678 bezeichnet Generalvikar Volusius das Kloster „als das ärmste, seine Nonnen aber am bereitwilligsten zum Gehorsam“. Es erlebte erst im 18. Jahrhundert eine Blütezeit, als die wiederhergestellten Gebäude unter den Äbtissinnen Christiane Strebin (Amtszeit 1678–1724), Franziska Koch (1724–1736) und Antonia Hartz (1736–1774) nach und nach durch barocke Neubauten ersetzt oder grundlegend erneuert wurden. Die wirtschaftlichen Rahmenbedingungen blieben jedoch bescheiden. Die Klosterummauerung wurde erweitert. Das neue Abteigebäude wurde 1733 und die Neue Propstei 1744 fertiggestellt, die neue Klosterkirche von 1746 bis 1749 im Stil des Rokoko errichtet. Ihre Innenausstattung fand erst im Jahr 1778 mit dem Hochaltar zum Abschluss.
Durch die Baumaßnahmen lasteten auf dem Kloster beträchtliche Schulden. Zudem hatte das Kloster in den Kriegsjahren 1743, 1757 und besonders 1792 unter Heimsuchungen zu leiden, die den Niedergang einleiteten. Im Oktober 1792 besetzten französische Truppen das Kloster. 1794 dienten einige Klosterräume als „kaiserliches Lazarett“. Ende 1802 nahm Ludwig X., Landgraf von Hessen-Darmstadt Rockenberg in seinen Besitz. Der Eintritt von Novizinnen wurde ebenso wie das Ablegen von Ordensgelübden untersagt. Durch den Reichsdeputationshauptschluss kam das Kloster 1803 an Hessen-Darmstadt und wurde 1809 aufgelöst. Die wenigen verbliebenen Nonnen zogen 1808 zu ihren Verwandten oder bezogen ein Haus neben der Rockenberger Pfarrkirche. Das Kloster wurde in eine Besserungsanstalt umgebaut und ab 1811 von Häftlingen bezogen. 1939 folgte die Umwandlung in ein Jugendgefängnis für männliche Jugendliche. Im Jahr 1946 wurde das Land Hessen neuer Eigentümer.

## Architektur

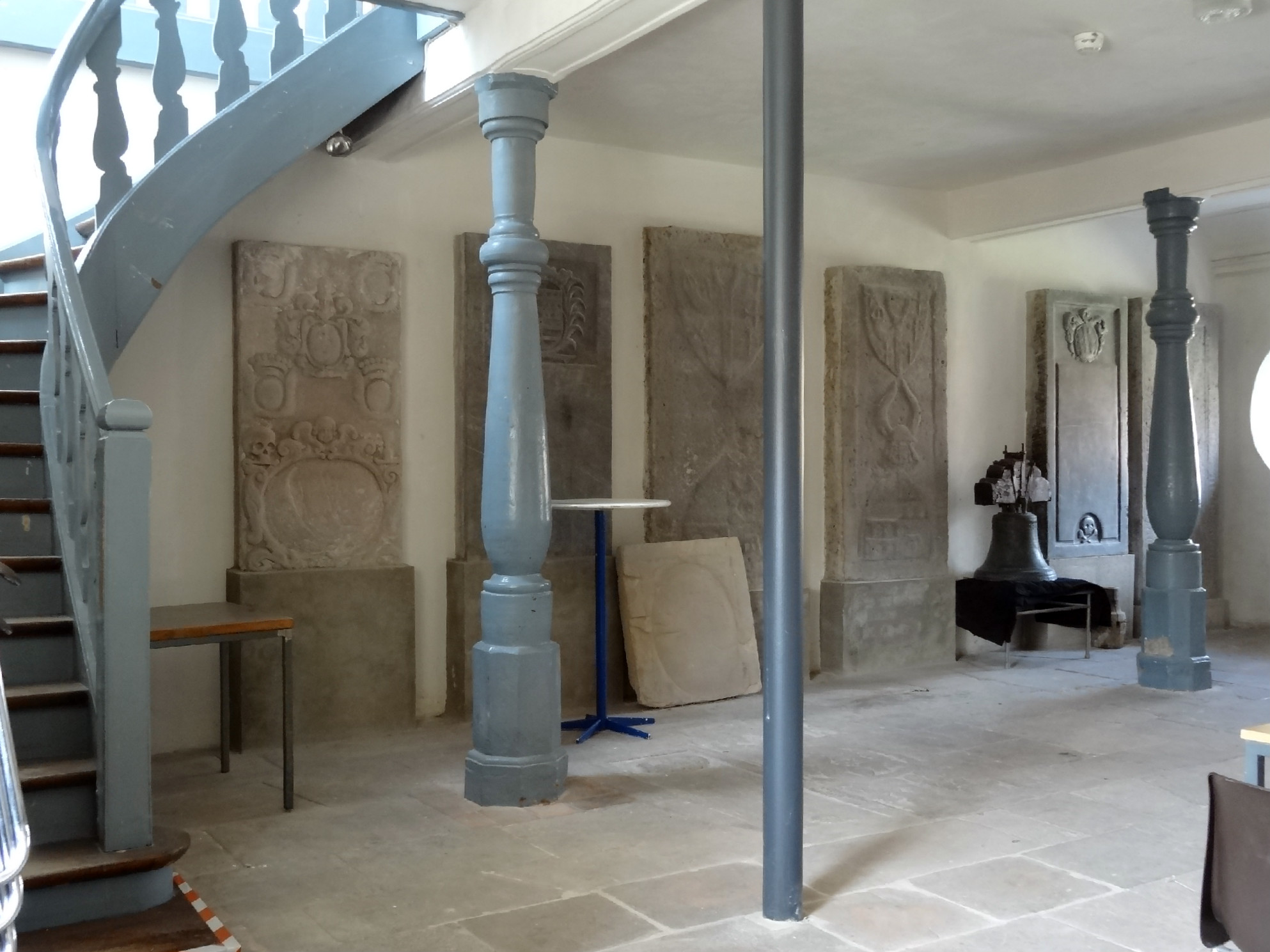
Kapitelsaal unterhalb der Nonnenempore der Klosterkirche

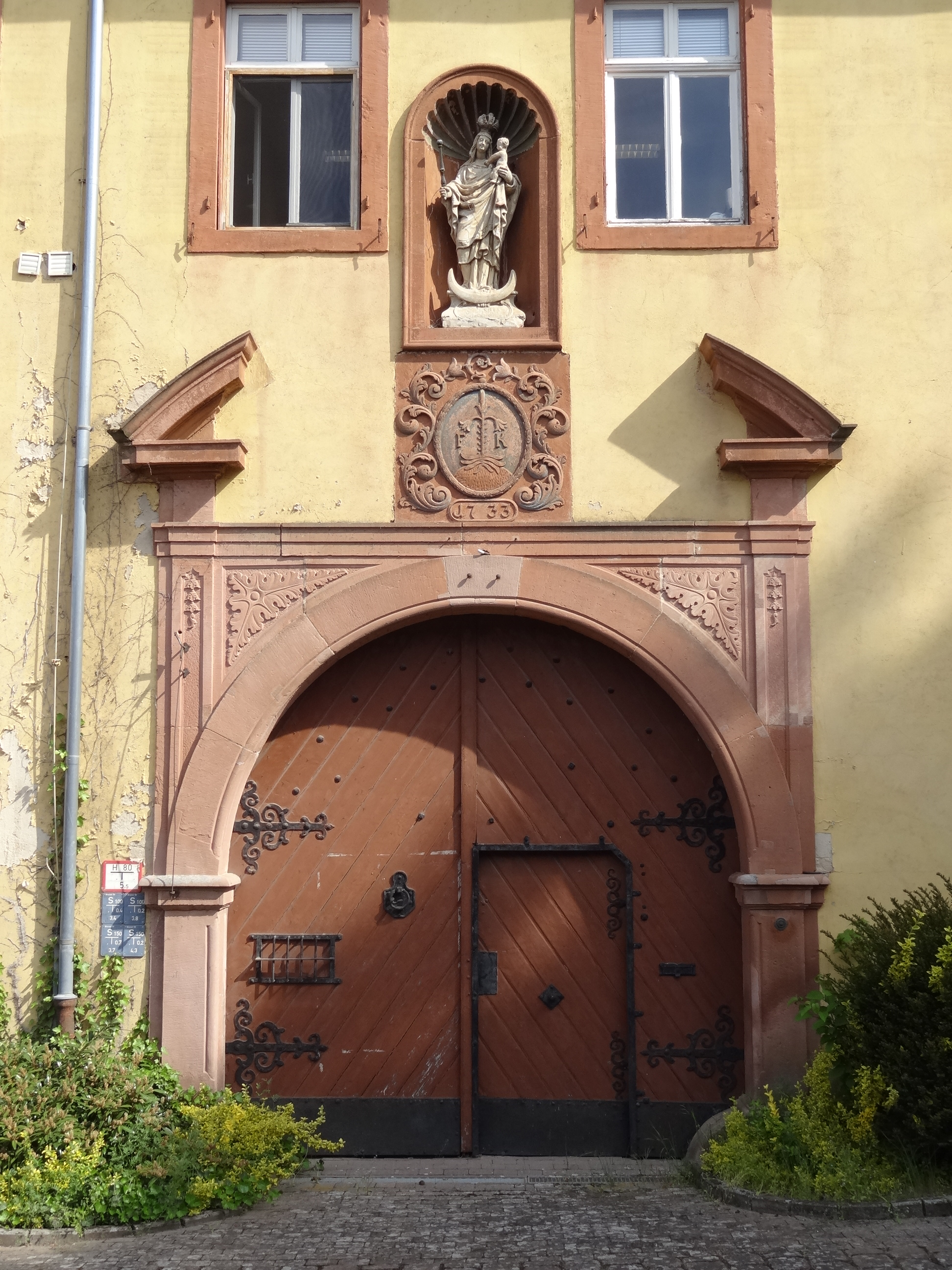
Hauptpforte im Ostflügel

Nordwestlich von Rockenberg liegt Marienschloss östlich der Wetter. Von den Klostergebäuden aus gotischer Zeit sind nur Fundamente und Reste erhalten. Möglich ist aber, dass einige Gebäude im Kern älter als das 18. Jahrhundert sind. Im Norden der Kirche schließt sich der Kreuzgang an, dessen Südflügel unterhalb der heutigen Kirche verläuft. Dies weist darauf hin, dass die Vorgängerkirche etwa 2 Meter schmaler war und vor dem Kreuzgang ihren Abschluss fand. Der ehemals dreiflügelige Konventbau im Norden wurde im 19. Jahrhundert bei der Umwandlung des Klosters in ein Zuchthaus eingreifend umgebaut. 1835 wurde er wegen Überbelegung um ein Geschoss aufgestockt. An die Klosterkirche aus hellem Bruchsteinmauerwerk, die den südlichen Abschluss mehrerer Klostergebäude bildet, ist im Osten der etwas niedrigere, zweigeschossige Äbtissinnenbau angebaut. Durch den Bau führt die Hauptpforte von Marienschloss, dessen Portal mit 1733 bezeichnet ist. Im Westen ist das ursprüngliche Priorinnengebäude angebaut, das seit 1998 als Wilhelm-Leuschner-Gedächtnis-Zimmer und als Museum des Kultur- und Geschichtsvereins Oppershofen genutzt werden. Abseits im Süden der Klosterkirche steht der ehemalige Prälatenbau.
Der westliche Bereich des Schiffs ist im unteren Bereich durch eine Zwischenwand abgetrennt und bildet ursprünglich wahrscheinlich den Kapitelsaal des Nonnenkonvents. Eine neuzeitliche Treppe aus den 1960er Jahren führt in den 3 Meter tiefer gelegenen und begehbaren Kreuzgang hinab. Auf diesem Niveau war die Vorgängerkirche aus der ersten Hälfte des 14. Jahrhunderts errichtet. Der Südflügel ist noch aus gotischer Zeit erhalten. Die drei anderen Flügel wurden 1737 erneuert und um einen Oberbau ergänzt. Heute werden diese drei Flügel in beiden Geschossen als Krankenstation und für die Untersuchungshaft der JVA genutzt und sind nicht zur Besichtigung freigegeben.